# Sant Vicenç de Galliner
Sant Vicenç de Galliner és l'església romànica del poble de Galliner, dins de l'antic terme d'Orcau, de l'actual municipi d'Isona i Conca Dellà.
El castell de Galliner és documentat des del segle xi, però. en canvi, l'església de Sant Vicenç no apareix en cap documentat trobat fins ara abans del 1280. A partir d'aquell any sí que està documentada, però amb no gaire profusió.
Fou sempre sufragània de la parròquia de Montesquiu, i actualment roman del tot abandonada i a punt de caure, pel seu estat ruïnós.
Com la major part d'esglésies rurals, és d'una sola nau, amb absis semicircular a llevant. A l'absis hi ha una finestra rectangular paredada. La porta és a ponent, i al damunt seu hi ha un campanaret d'espadanya molt senzill, feta d'una manera una mica matussera. Segurament es deu a una reforma tardana, com d'altres que s'observen en el conjunt del temple. L'aparell és de carreus no gaire grossos, però ben polits. Es tracta, sense dubte, d'una obra rural del segle xii.